# 神楽坂駅
神楽坂駅（かぐらざかえき）は、東京都新宿区矢来町にある、東京地下鉄（東京メトロ）東西線の駅である。駅番号はT 05。

## 歴史
- 1964年（昭和39年）12月23日：開業。
- 2004年（平成16年）4月1日：帝都高速度交通営団（営団地下鉄）民営化に伴い、当駅は東京地下鉄（東京メトロ）に継承される[2]。
- 2007年（平成19年）3月18日：ICカード「PASMO」の利用が可能となる[3]。
- 2015年（平成27年）5月26日：発車メロディを導入[4]。
- 2019年（平成31年）3月30日：1b番出口が完成（1番出口は1a番出口に改名）。エレベーター（地上-改札階、改札階-ホーム階）とエスカレーター（地上-改札階）を運用開始。

## 駅構造
地下駅であるが、幅員の狭い道路の下に建設されたため、単式ホーム1面1線の2層構造となっている。出入口はそれぞれのホームの端部にある。進行方向に向かって、1番線（地下3階）は左側、2番線（地下2階）は右側のドアが開く。
改札内のエスカレーターは1番線ホームと神楽坂方面改札口を連絡する上り専用のみ設置され、エレベーターは神楽坂方面改札口に設置されている。改札外のエスカレーター（上り・下り）とエレベーターは神楽坂方面改札口から1b番出口にかけて設置されている。
2010年5月31日、飯田橋寄りにある神楽坂方面改札口内の地下1階コンコース部にオストメイト、ベビーベッドつき多機能トイレが設置された。

### のりば
| 番線 | 路線   | 行先                           |
| ---- | ------ | ------------------------------ |
| 1    | 東西線 | 西船橋・津田沼・東葉勝田台方面 |
| 2    | 東西線 | 中野・三鷹方面                 |

（出典：東京メトロ:構内図）

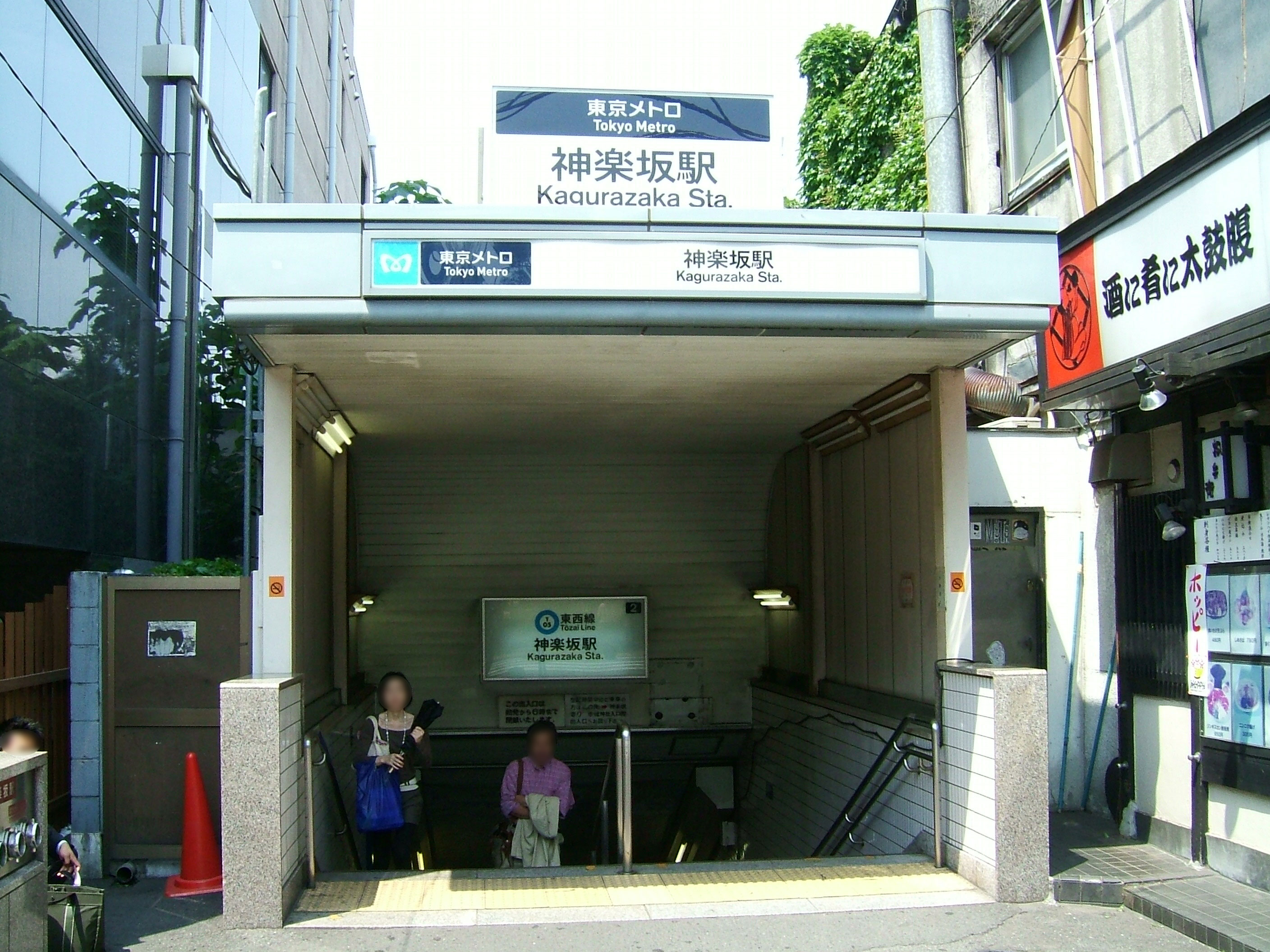
2番出入口（2008年5月23日）
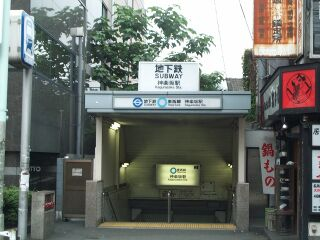
営団時代の2番出入口（2003年6月15日）
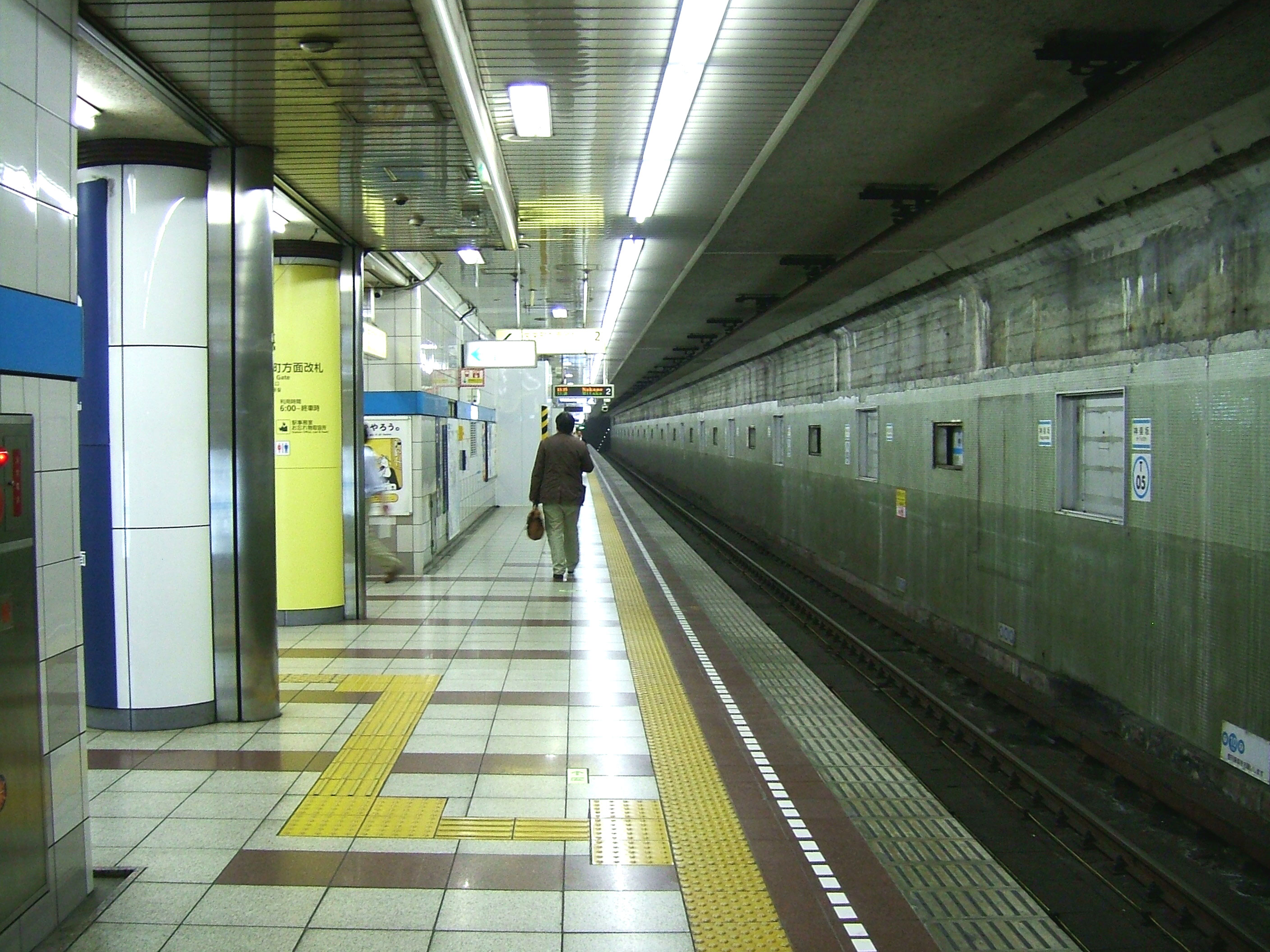
リニューアル前のホーム（2008年5月23日）
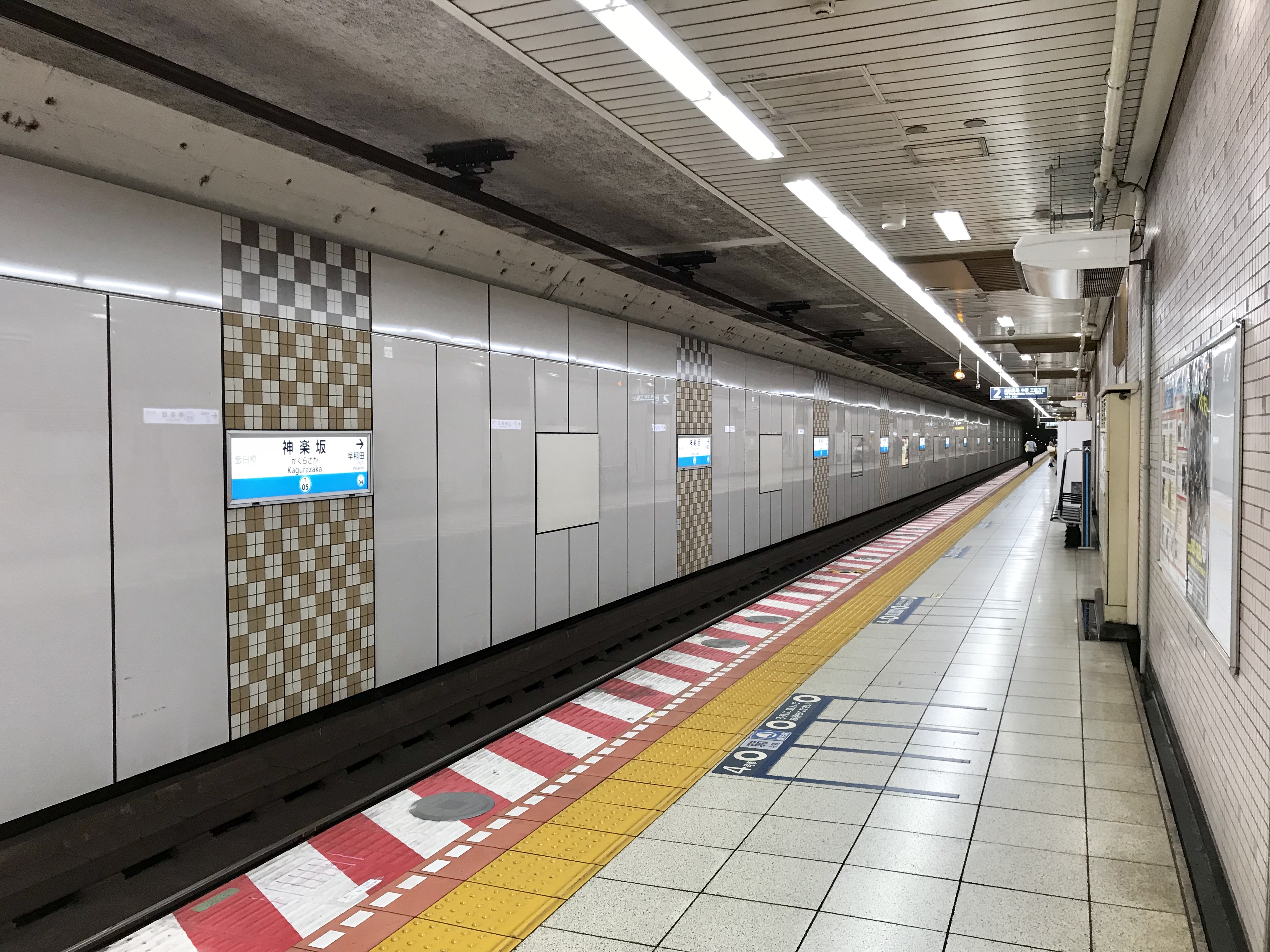
リニューアル後のホーム（2018年9月14日）
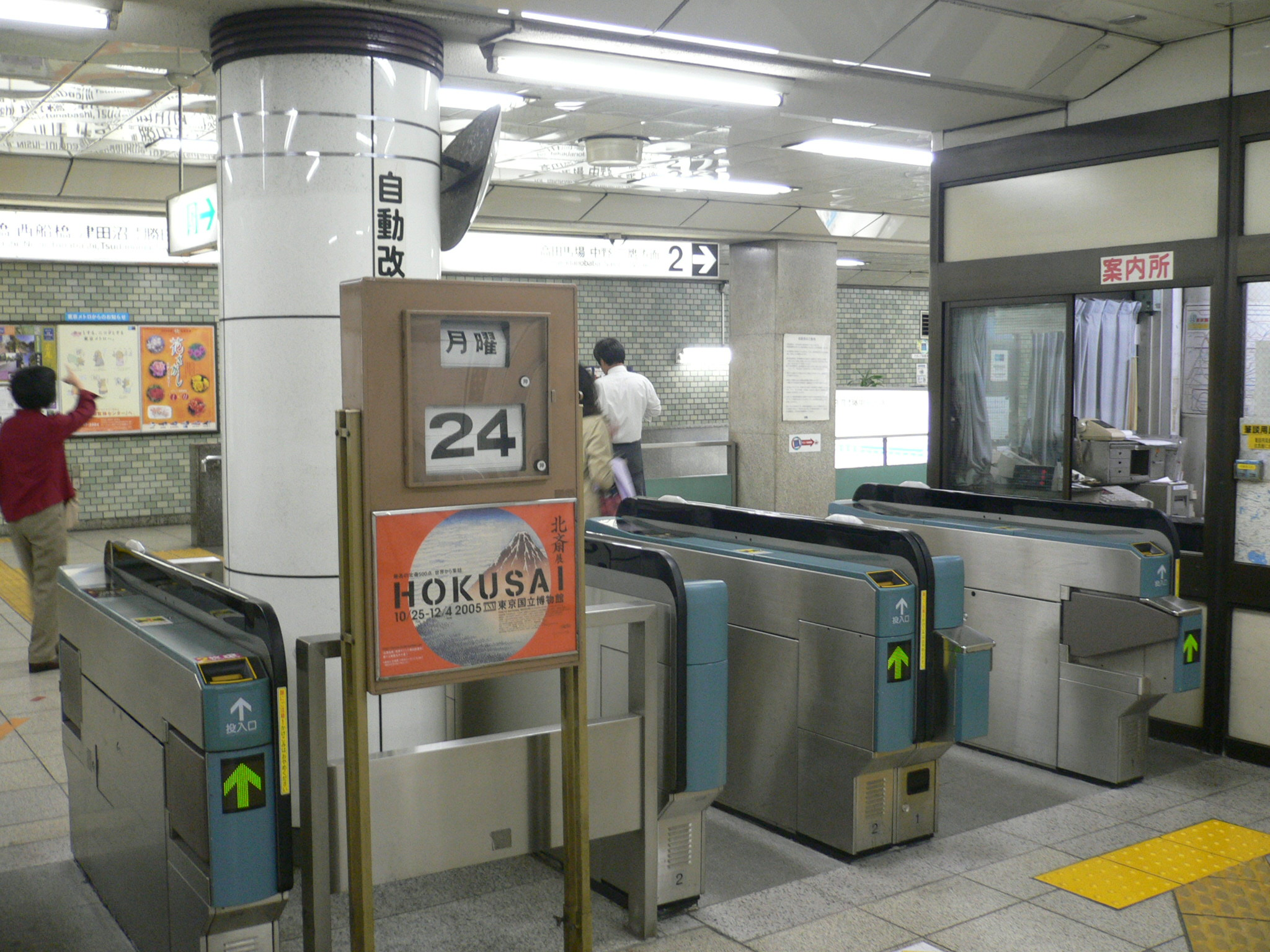
リニューアル前の神楽坂方面改札口（2005年10月24日）
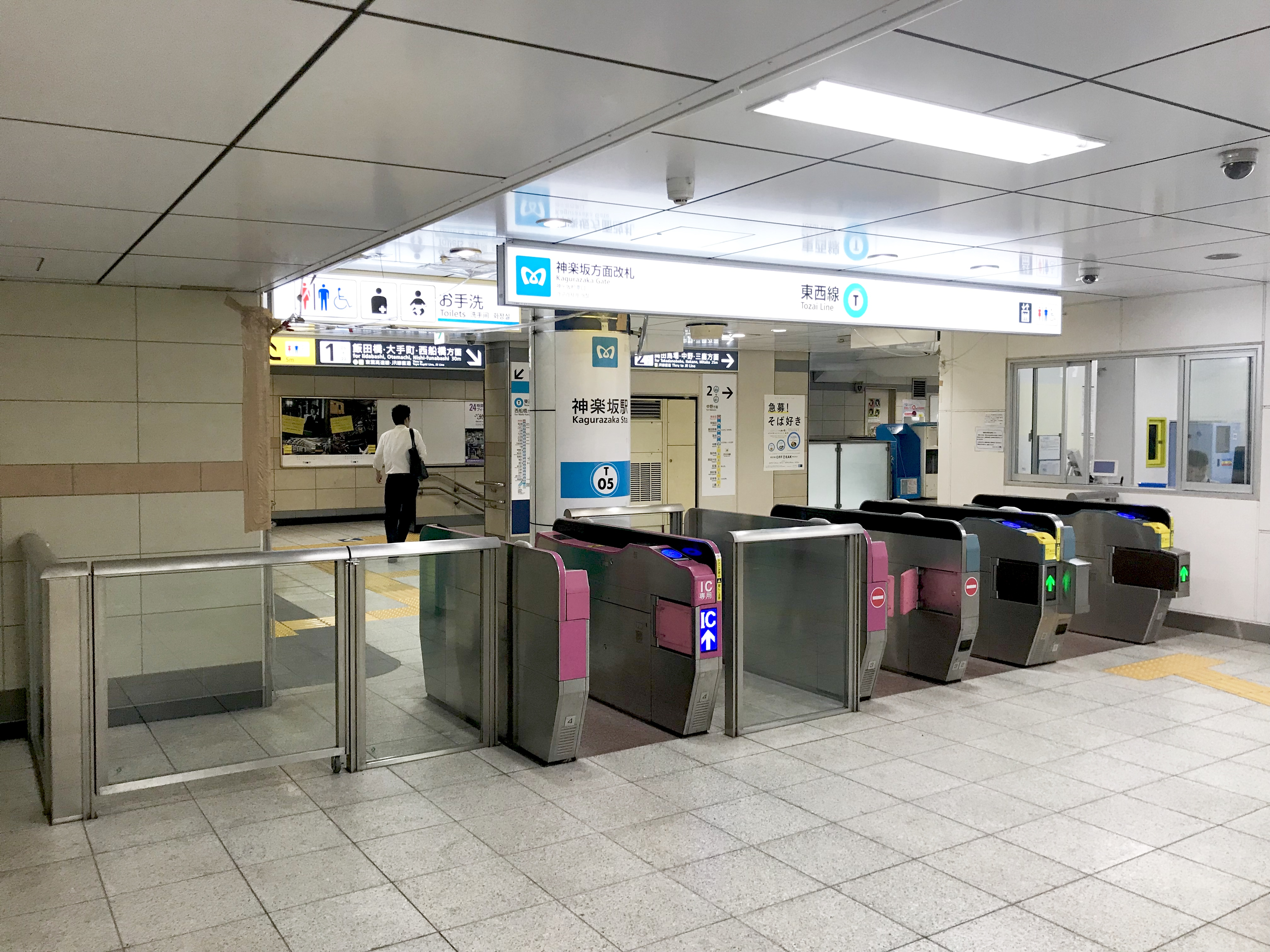
リニューアル後の神楽坂方面改札口（2019年8月8日）
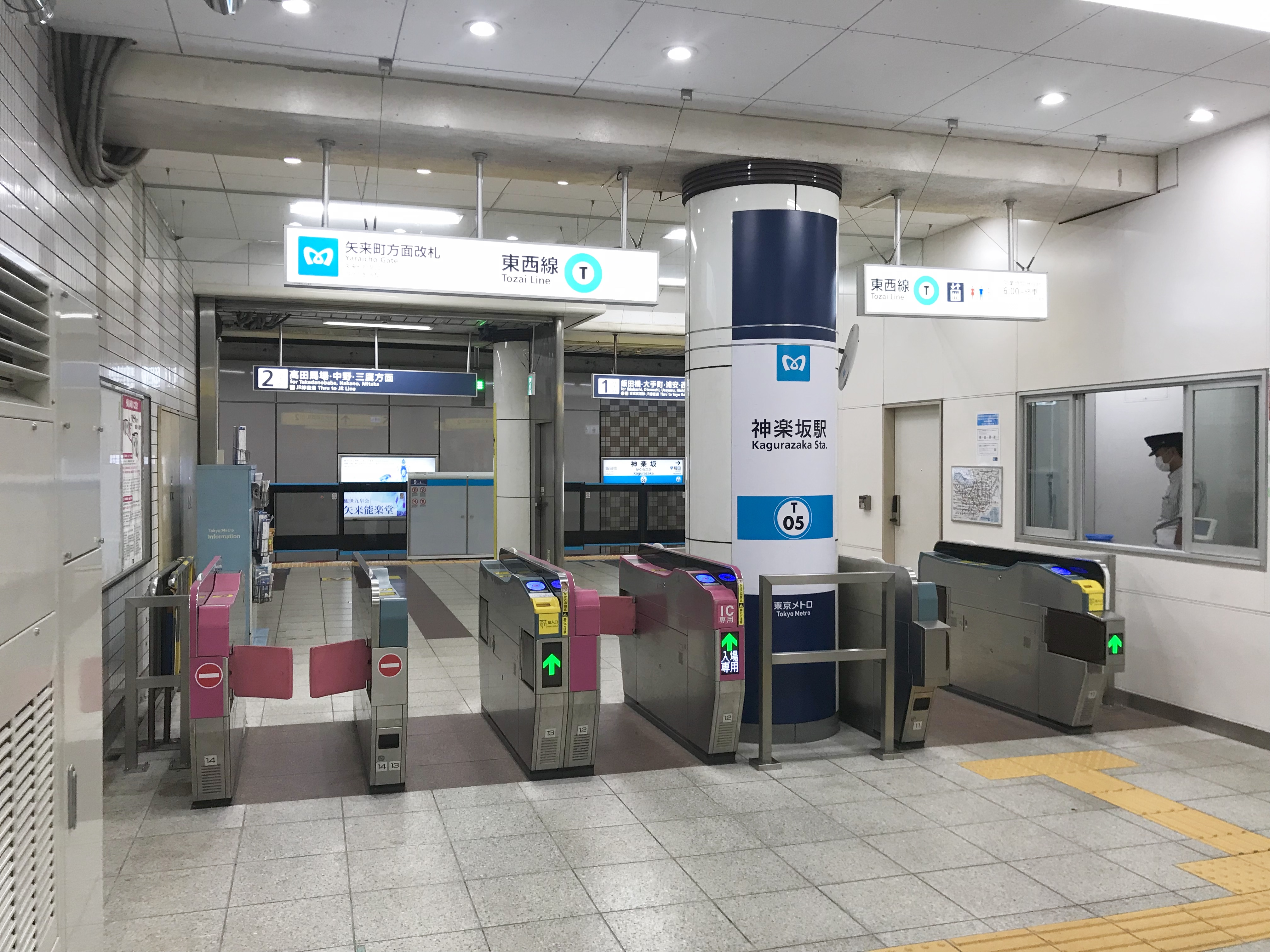
リニューアル後の矢来町方面改札口（2019年8月8日）

### 発車メロディ
2015年5月26日から向谷実作曲の発車メロディ（発車サイン音）を使用している。
曲は1番線が「A Day in the METRO」、2番線が「Beyond the Metropolis」である（詳細は東京メトロ東西線#発車メロディを参照）。

## 利用状況
2024年度の1日平均乗降人員は40,020人であり、東京メトロ全130駅中93位。
近年の1日平均乗降・乗車人員推移は下表のとおり。
| 年度               | 1日平均 乗降人員 | 1日平均 乗車人員 | 出典     |
| ------------------ | ---------------- | ---------------- | -------- |
| 1990年（平成02年） |                  | 21,107           | [ * 1 ]  |
| 1991年（平成03年） |                  | 21,470           | [ * 2 ]  |
| 1992年（平成04年） |                  | 22,060           | [ * 3 ]  |
| 1993年（平成05年） |                  | 21,745           | [ * 4 ]  |
| 1994年（平成06年） |                  | 21,474           | [ * 5 ]  |
| 1995年（平成07年） |                  | 21,131           | [ * 6 ]  |
| 1996年（平成08年） |                  | 21,203           | [ * 7 ]  |
| 1997年（平成09年） |                  | 20,825           | [ * 8 ]  |
| 1998年（平成10年） |                  | 21,090           | [ * 9 ]  |
| 1999年（平成11年） |                  | 20,429           | [ * 10 ] |
| 2000年（平成12年） |                  | 19,866           | [ * 11 ] |
| 2001年（平成13年） |                  | 18,866           | [ * 12 ] |
| 2002年（平成14年） | 37,775           | 18,740           | [ * 13 ] |
| 2003年（平成15年） | 37,859           | 18,795           | [ * 14 ] |
| 2004年（平成16年） | 37,934           | 18,605           | [ * 15 ] |
| 2005年（平成17年） | 38,024           | 18,584           | [ * 16 ] |
| 2006年（平成18年） | 38,056           | 18,616           | [ * 17 ] |
| 2007年（平成19年） | 39,209           | 19,210           | [ * 18 ] |
| 2008年（平成20年） | 38,644           | 18,899           | [ * 19 ] |
| 2009年（平成21年） | 38,323           | 18,822           | [ * 20 ] |
| 2010年（平成22年） | 38,460           | 18,901           | [ * 21 ] |
| 2011年（平成23年） | 37,921           | 18,728           | [ * 22 ] |
| 2012年（平成24年） | 37,976           | 18,598           | [ * 23 ] |
| 2013年（平成25年） | 38,196           | 18,745           | [ * 24 ] |
| 2014年（平成26年） | 39,466           | 19,325           | [ * 25 ] |
| 2015年（平成27年） | 40,041           | 19,579           | [ * 26 ] |
| 2016年（平成28年） | 39,843           | 19,479           | [ * 27 ] |
| 2017年（平成29年） | 41,257           | 20,162           | [ * 28 ] |
| 2018年（平成30年） | 41,992           | 20,521           | [ * 29 ] |
| 2019年（令和元年） | 42,168           | 20,612           | [ * 30 ] |
| 2020年（令和02年） | 30,609           |                  |          |
| 2021年（令和03年） | 32,028           |                  |          |
| 2022年（令和04年） | 36,048           |                  |          |
| 2023年（令和05年） | 38,583           |                  |          |
| 2024年（令和06年） | 40,020           |                  |          |

## 駅周辺
駅前は閑静な住宅街で、神楽坂方面出口からJR飯田橋駅にかけては商店街となっている。坂としての「神楽坂」や明治以来の繁華街はJR飯田橋駅の方が近い。当駅ができたことで神楽坂と呼ばれるエリアが広がった。2000年代以降は雑誌などに取り上げられる店やスポットが多く、休日は各地方から訪れる人達で賑わっている。また、高層マンションなどの開発も進み、昔ながらの街並は変貌している。
駅そばにある赤城神社の大祭が有名で、規模もそれなりに大きい。周辺地区からの神輿で賑わう。
なお、当駅付近は一般路線バス（コミュニティバスを含む）が運行されておらず、最寄りでも牛込神楽坂駅または江戸川橋駅付近まで移動する必要がある。
- 東京都教育庁 神楽坂庁舎
- 新宿区赤城生涯学習館
- 東京都立新宿山吹高等学校
- 新宿区立市谷小学校
- 新宿天神郵便局
- 新宿改代町郵便局
- 赤城神社
- 毘沙門天（善國寺）
- セッションハウス
- 矢来能楽堂
- 新潮社
  - la kagū（ラカグ） - 新潮社の倉庫（外壁はトタンの波板）を改装した商業施設
- 旺文社
  - 日本英語検定協会
- 音楽之友社
  - 音楽の友ホール
- アディダスジャパン本社
- 都営地下鉄大江戸線 牛込神楽坂駅
- 早稲田通り（神楽坂通り）
  - 神楽坂
  - コボちゃん像[10]
- 大久保通り

## その他
- 映画『交渉人 真下正義』にて当駅が登場した。但し、ロケは当駅ではなく、神戸市営地下鉄西神・山手線県庁前駅である。

## 隣の駅
東京地下鉄（東京メトロ）
 東西線（東陽町以西は全列車が各駅に停車）
早稲田駅 (T 04) - 神楽坂駅 (T 05) - 飯田橋駅 (T 06)